# 6834 Hunfeld
6834 Hunfeld este un asteroid din centura principală, descoperit pe 11 mai 1993, de Yoshisada Shimizu și Takeshi Urata.